# Кастел Мадруцо (Тренто)
Кастел Мадруцо је насеље у Италији у округу Тренто, региону Трентино-Јужни Тирол.
Према процени из 2011. у насељу је живело 95 становника. Насеље се налази на надморској висини од 487 м.